# Wiesener Forst
Der Wiesener Forst ist ein 20,19 km² großes gemeindefreies Gebiet im Landkreis Aschaffenburg und liegt im nördlichen Teil des bayerischen Spessarts. Das Gebiet ist komplett bewaldet.

## Geographie

Gemeindefreies Gebiet Wiesener Forst

Gemarkung Wiesener Forst

### Lage
Der Forst liegt unmittelbar an der nördlich verlaufenden Grenze zu Hessen. Er umschließt fast vollständig die namensgebende Gemeinde Wiesen. Der höchste Punkt im gemeindefreien Gebiet befindet sich knapp unterhalb des Gipfels der Schindershöh auf 521 m ü. NHN, der niedrigste liegt an der jungen Kahl knapp unterhalb der Kahlquellen auf 288 m ü. NHN. Weitere markante Berge sind die Erkelshöhe (517 m) und der Greifenberg (483 m). Im nördlichen Teil des Forstes liegt eine Exklave von Wiesen, in der sich der Campingplatz am Wiesbüttsee befindet.

### Berge
Berggipfel, die vollständig im Wiesener Forst liegen, sind (nach Höhe sortiert): 
| Name des Berges | Höhe in Meter |
| --------------- | ------------- |
| Erkelshöhe      | 517           |
| Sonnberg        | 513           |
| Eselshöhe       | 489           |
| Brustberg       | 486           |
| Greifenberg     | 483           |
| Birkberg        | 480           |
| Rehberg         | 471           |
| Horst           | 458           |
| Steinberg       | 439           |
| Koppe           | 436           |

### Nachbargemeinden
|                                               | Gemeinde Biebergemünd                                                    |                                                                                         |
| Gemeinde Kleinkahl                            | Kompassrose, die auf Nachbargemeinden zeigt                              | Gemeinde Flörsbachtal                                                                   |
| Schöllkrippener Forst (Gemeindefreies Gebiet) | Gemeinde Heinrichsthal und Heinrichsthaler Forst (Gemeindefreies Gebiet) | Gemeinde Wiesen und Frammersbacher Forst (Gemeindefreies Gebiet) und Markt Frammersbach |

## Kultur und Sehenswürdigkeiten

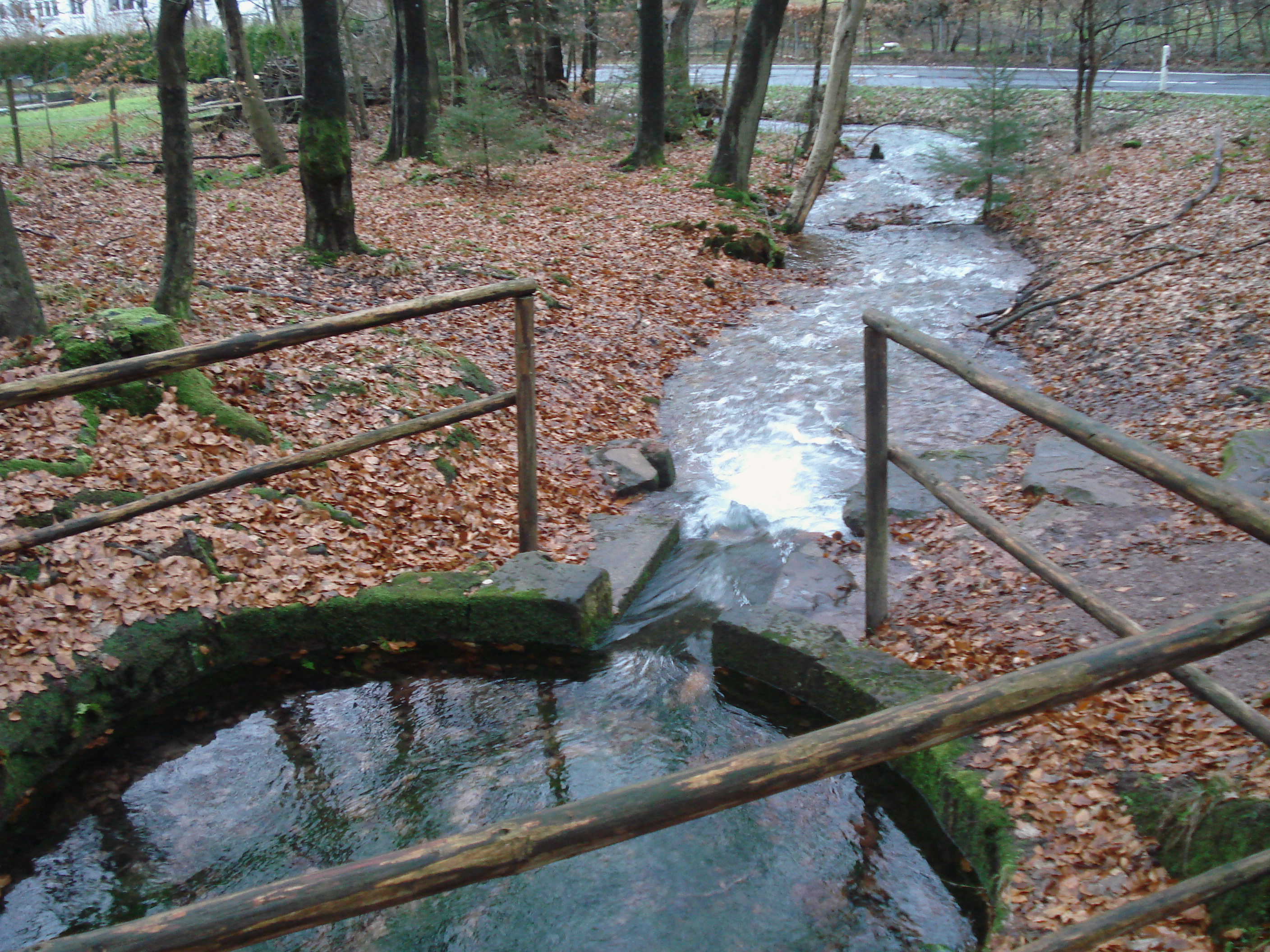
Eine der beiden Kahlquellen

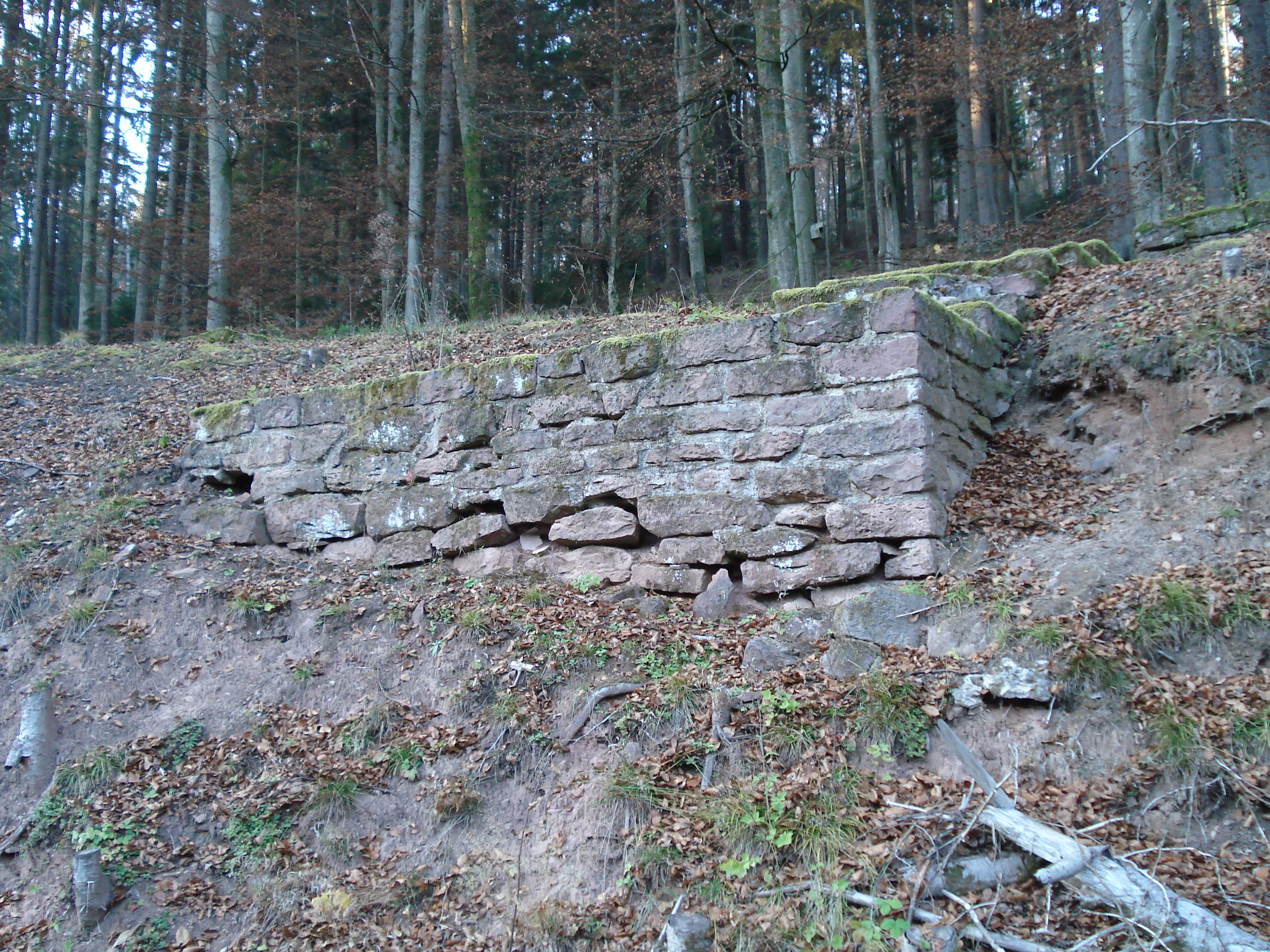
Ruine der Birkberghütte

- Auf dem Gipfel der Schindershöh in der Nähe von Heinrichsthal steht der markante FMT5 Typenturm.

- Der Ursprung des Flusses Kahl liegt im westlichen Teil des Forstes. Die unter Naturschutz stehenden Kahlquellen gehören zu den größten Quellen im Spessart.

- Auf der linken Hangseite im Birklersgrund befinden sich am Fuße des Birkberges (480 m ü. NHN) die Ruinen einer Glashütte (Birkberghütte). Wegen ihrer besonderen Form wurde der 1765 erbaute und knapp zehn Meter lange Schmelzofen auch „Schmetterlingsofen“ genannt. Die Glasmanufaktur wurde von französischen Großunternehmern gegründet. Bei Ausgrabungen im Jahr 1979 wurden die noch heute sichtbaren Mauerreste freigelegt. In einer Karte von 1769 ist die Birkberghütte als „Schmelz Hütten“ eingezeichnet.[2]

- An der Kreuzung der historischen Handelsstraßen Eselsweg und Birkenhainer Straße liegt der Dr.-Karl Kihn-Platz im Norden des gemeindefreien Gebietes.

## Verkehr
Durch den Wiesener Forst verlaufen die Spessart-Höhenstraße (Kreisstraße AB 2 und Staatsstraße 2905) sowie die Deutsche Ferienroute Alpen–Ostsee (Staatsstraße 2305) und der Kahltal-Spessart-Radweg.